# Zeria persephone
Espèce
Zeria persephone est une espèce de solifuges de la famille des Solpugidae.

## Distribution
Cette espèce se rencontre en Algérie et au Maroc.

## Description
La femelle holotype mesure 9 mm.
Le mâle décrit par Roewer en 1933 mesure 30 mm et les femelles de 28 à 34 mm.

## Publication originale
- Simon, 1879 : Essai d'une classification des Galéodes, remarques synonymiques et description d'espèces nouvelles ou mal connues. Annales de la Société Entomologique de France, sér. 5, vol. 9, p. 93–154 (texte intégral).